# Елена Драгаш
Елена Драгаш (серб. Јелена Драгаш, греч. Ἑλένη Δραγάση, в монашестве — Ипомона (греч. ῾Υπομονή); ок. 1372 — 23 марта 1450) — супруга византийского императора Мануила II Палеолога, мать императоров Иоанна VIII и Константина XI. Святая православной церкви, память совершается 29 мая, в день падения Константинополя.

## Биография
Елена была дочерью вельбуждского деспота Константина Драгаша, правителя Северо-Восточной Македонии. Мать Елены неизвестна.
10 февраля 1392 года Елена стала женой византийского императора Мануила II. После смерти своего мужа в 1425 году приняла монашеский постриг с именем Ипомона в константинопольском монастыре Кира-Марфа.
Скончалась 13 марта 1450 года. Византийские авторы (Георгий Сфрандзи, Геннадий Схоларий, Иоанн Евгеник) восхваляют добродетели императрицы, которая ещё до пострига любила монашество, а в браке была «доброй матерью и госпожой и руководителем и учителем».
Геннадий Схоларий, первый Вселенский Патриарх, после падения Константинополя в утешительном слове к императору Константину XI «На смерть матери его, святой Ипомони» пишет: «Всякий мудрец, посещающий эту блаженную императрицу, уходил от нее пораженный ее премудростью. Когда ее встречал какой-либо аскет, он уходил смущенный бедностью своей добродетельности, сравнивая ее с высотой добродетели святой. Человек рассудительный исполнялся еще большей рассудительности, законодатель становился более внимательным, а судья, беседуя с ней, убеждался, что перед ним — истинный канон справедливости. Человек дерзкий, уходил от нее побежденный, дивясь ее терпению, мудрости и силе характера. Человеколюбивый же исполнялся рядом с ней еще большего человеколюбия. Когда встречал ее любитель разгула, то приобретал благоразумие и, видя ее смирение, каялся. Ревнитель благочестия, знакомясь с ней, исполнялся большего рвения. Когда приходил к ней болящий, боль его успокаивалась. Любитель хвастовства, начинал корить себя за чрезмерное себялюбие. Иными словами, каждый человек, узнав святую Ипомону, сделался лучше».

## Семья

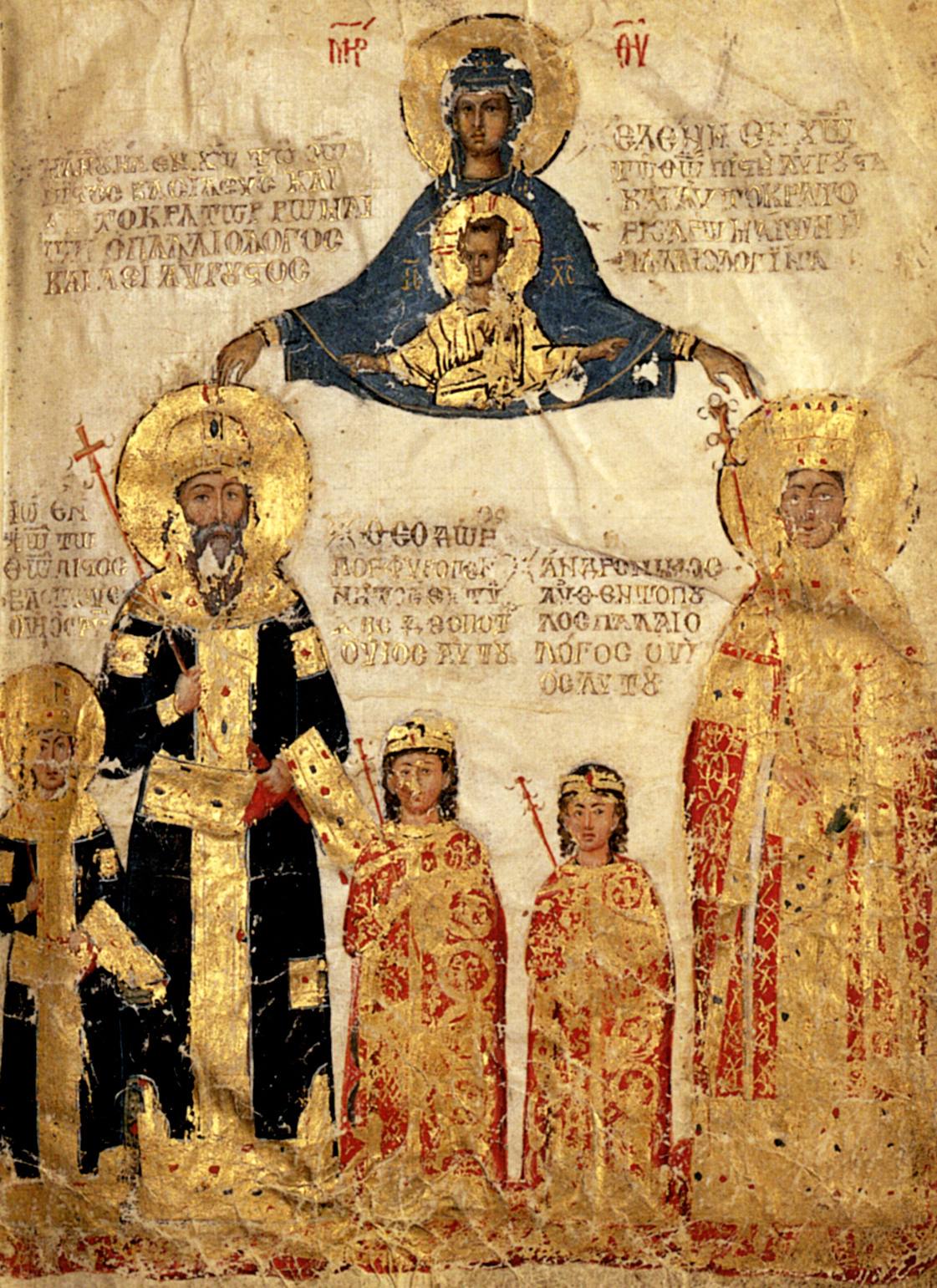
Император Мануил II Палеолог с Еленой и своими детьми Иоанном, Андроником и Феодором

Согласно Георгию Сфрандзи у Елены и Мануила родились:
- Две дочери, имена неизвестны.
- Константин (умер в детстве)
- Иоанн VIII Палеолог (1392—1448) — византийский император (1425—1448).
- Андроник Палеолог (ум. 1429) — правитель Салоник
- Феодор II Палеолог (ум. 1448) — деспот Мореи
- Михаил (умер в детстве)
- Константин XI Палеолог (1405—1453) — последний византийский император (1448—1453)
- Димитрий Палеолог (ок. 1407—1470) — деспот Мореи
- Фома Палеолог (ок. 1409—1465) — деспот Мореи

## Почитание и канонизация
Местное почитание преподобной Ипомоны началось в монастыре преподобного Патапия в Лутраки куда была перенесена её глава. Время начала почитания неизвестно. В конце XX века центром её почитания стала церковь святителя Афанасия Великого в Афинах, протопресвитер которой стал инициатором её общецерковной канонизации.
Была канонизирована для общецерковного почитания в 1992 году Священным Синодом Элладской православной церкви в лике преподобных.